# Hokuto no Ken: Ankoku no Hokuto
Hokuto no Ken (北斗の拳) est un jeu d'aventure développé et édité par Banpresto paru exclusivement au Japon d'abord sur Sega Saturn le 22 décembre 1995 puis porté sur PlayStation le 30 août 1996.
L'histoire du jeu, écrite par Hiroshi Toda, est sous la supervision de l'auteur original du manga Ken le Survivant, Yoshiyuki Okamura,. Le scénario est une histoire complètement originale, l'aventure commence avec une séquence d'introduction montrant Jado et sa bande capturer Lynn, lors de son mariage avec Bart,,. Kenshiro, personnage principal du jeu, part alors en voyage pour la retrouver, il croisera des personnages comme Zaki, qui succède au Nantô Suicho Ken jusqu'à Zen-Oh, maître du Hokuto Mumyō Ken. Les personnages du jeu sont doublés par les seiyūs originaux de l'anime. Le jeu utilise un système de sauvegarde avec un mot de passe à la fin de chaque chapitre,.

## Gameplay
Le gameplay se base sur un mode simulation pour les combats, diverses jauges sont affichées à l'écran, telles que le niveau d'énergie ou encore une barre de force,. La première jauge est la plus importante du gameplay, il s'agit de la première barre affichée au milieu de l'écran et elle est représentée par quatre couleurs (rouge, deux nuances de orange et du jaune). 
| D | C | B | A |

Un curseur défile assez rapidement dans la barre et le joueur doit presser le bouton A pour arrêter le curseur. Une fois le curseur arrêté, un menu s'ouvre avec plusieurs compétences. Ce menu diffère selon le curseur placé sur la jauge, la couleur de la jauge détermine le rang d'une technique (A, B, C et D),. Le rang A correspond à la couleur jaune et occupe la majeure partie de la jauge, le niveau de compétence sera le plus faible si le pointeur est arrêté dans cette zone. Si le joueur parvient à stopper le curseur dans la zone rouge, la plus petite zone de la jauge, il aura accès aux techniques les plus puissantes, de rang D. Chaque personnage possède ses propres techniques, qui sont toutes déclinées via ces quatre rangs,,,. La seconde jauge est la barre pour les points de vie de chaque combattant. La troisième affiche les techniques sélectionnées qui peuvent être cumulées jusqu'à 5 techniques, elles peuvent être offensives et le joueur peut également s'orienter vers une option défensive ou encore utilitaire, notamment pour une régénération des points de vie,,.

## Personnages
- Kenshiro (ケンシロウ?) (voix : Akira Kamiya)
- Jado (ジャド?) (voix : Masaharu Satō)
- Zaki (ザキ?) (voix : Michie Tomizawa (en))
- Gyaran (ギャラン?) (voix : Nobuyuki Hiyama)
- Misshu (ミッシュ?) (voix : Toshiyuki Morikawa)
- Hoshimu (ホシム?) (voix : Kōji Totani)
- Shelga (シェルガ?)
- Ujo (ウジョー?) (voix : Bin Shimada)
- Kamen no Shō (仮面の将?) (voix : Takaya Hashi)
- Zen-Oh (ゼンオウ?) (voix : Kenji Utsumi)